# Túcume
Den lille landsby Túcume er beliggende nordvest i Peru, i Lambayeque-dalen ved Stillehavskysten, ca. 50 mil fra Lima og tre mil fra storbyen Chiclayo.

## Pyramiderne i Túcume
Området er mest kendt for sine 26 enorme adobepyramider på et 220 hektar stort område.
Arkæologerne har påvist spor efter højkulturer som strækker sig tilbage til et par århundreder før Kristus, blandt andet den såkaldte Moche- eller Mochica-kulturen (200 før Kristus–750 efter Kristus).
Túcume var genstand for tre invasionsbølger, omtrent 1350 (chimu-imperiet); omtrent 1470 (inkaerne fra Andes) og 1532 (da spaniolerne erobrede området med kors og sværd).
Thor Heyerdahl var leder af udgravningene i Túcume 1988–1994, i et samarbejde mellem Kon-Tiki-museet og Instituto Nacional de Cultura Peru.
Udgravningerne begyndte 28. august 1988 og omfattede en række internationale arkæologer, tolv peruvianske arkæologstuderende samt mellem 50 og 100 landsbyfolk.
Man gjorde blandt andet fund af krukker, menneskeknogler, førkoloniale kunstgenstande, tempelstrukturer, åreblade, barnegrave, 23 skeletter af veversker(?), sølvgenstande, mumier med mere. Flere af fundene, ikke mindst tempelfresker og motiver på kunstgenstande, bekræfter at før-inkakulturerne i denne del af Peru var stærkt søorienterede.
I forbindelse med udgravningerne købte Heyerdahl en grund på 80 hektar i udkanten af landsbyen. Villaen bar navnet Casa Kon-Tiki.
Heyerdahl satte også i gang et storstillet socialt hjælpeprogram (Tucume Vivo) sammen med Strømmestiftelsen.
I 1993 blev bogen "Pyramidene i Tucume", som handler om udgravningerne, udgivet.
I 1994 åbnede et museum i området. Det er veldrevent.
Museet havde 10.000 besøgende under de tre første månederne af 2008, fra 37 forskellige land. De fleste kommer fra Peru, dernæst fra USA og Tyskland.
6°31′S 79°50′V / 6.52°S 79.84°V